# Francesco Stivori
Francesco Stivori (latinisiert Franciscus Stivorius, * um 1550 in Venedig; † 1605 in Graz) war ein italienischer Organist und Kirchenkomponist. Er spielte eine bedeutende Rolle bei der Einführung des mehrchörigen venezianischen Stils in Österreich.

## Leben und Werk
Francesco Stivori war Schüler von Claudio Merulo und Giovanni Gabrieli. Von 1579 bis 1602 wirkte er als Organist in Montagnana bei Padua. Von 1603 bis 1605 ist er im Dienst des Erzherzogs Ferdinand von Österreich (seit 1616 Kaiser des Heiligen Römischen Reiches) nachweisbar.
Francesco Stivori veröffentlichte meist in Venedig sechs Bücher 5- bis 8-stimmiger Sacrarum cantionum (1579, 1589, 1593, 1596, 1598, 1601), Sacraecantiones quaternis paribus voce decantandae (Verona 1595), Madrigalbücher zu vier Stimmen (1583), zu fünf Stimmen (1585), zu drei Stimmen (1590), 8-stimmige Madrigali e Dialoghi (1598), drei Bücher 4-stimmige Ricercari, Capricci et Canzoni (1589, 1594, 11599), Concerti musicali a 8, 12 et 16 voci (1601), Madrigali et Canzoni a 8 voci … Lib. 3 (1603), Musica Austriaca 8- bis 16-stimmige Madrigale (1605).